# Харченко, Владимир Анатольевич
Влади́мир Анато́льевич Ха́рченко (род. 20 марта 1959, Одесса) — украинский художник, поэт и писатель. Член Национального союза художников Украины. Представитель  Новой украинской волны.
Автор оригинальной графической техники, которую он назвал  «метаграфия».

## Биография
Родился 20 марта 1959 года в Одессе в семье служащих. В возрасте пяти лет вместе со своей семьей переехал в Киев. Окончил Киевский институт легкой промышленности в 1983 году. Работал до 1987 года программистом, затем зам директора и директор частной фирмы. С 1993 года — свободный художник, писатель, поэт. Живет в Киеве.

### Награды и номинации
- Знак ЛенВО «За мужество и героизм» (1986),
- Медаль имени Ю.А. Гагарина Федерации космонавтики СССР (1989),
- Книга «Человек идет по крыше» вошла в шорт лист премии Н. Ушакова (2010),
- Лауреат пяти фестивалей авторской песни.

## Художественное творчество
Более 20 лет работает в направлениях Нет-арт, Digital Art, Metagraphy, Саунд-арт, Медиа-арт. Первые работы в области нет-арта и саунд-арта были выложены ещё 1991 году в сети Фидонет. Это были первые в мире сетевые концерты цифровой семплерной музыки, создаваемой на компьютере при помощи программирования, без использования музыкальных инструментов. В последнее время работает в направлении FB-art (Фейсбук-арт) — одной из разновидностей сетевого искусства, в которой медийные составляющие каждого проекта связаны с другими работами в координатах виртуального пространства и времени посредством гиперактивных ссылок.
Участвовал в проект  «Digital yard №3/Цифровой двор №3», демонстрировавшемся в Амстердаме (Голландия) в 2008 году. В нем были представлены работы  работы  медиа-художников группы «Г.В.Х.»( то есть — Голуб,  Вышеславский ,  Харченко) с целью продемонстрировать  особенность digital message в современном искусстве.
"Владимир Харченко ставит средствами фотографии задачу, известную философии как эзотерическая неопределенность сущего — то есть размытость смыслов жизни в рамках конечной теории знаков. Его фотоработы — это и отвлечение, и извлечение, и влечение. Художник улавливает тот единственный момент, когда кончаются слова, а изображение только-только начинается.
Предельность такого искусства способствует его лаконизму и особой избирательности взглядов. Этот лаконизм таков, что каждая фотографическая работа Харченко превращается в своего рода медитацию Пифагора, пытающегося найти на прибрежном песке Формулу своего миросозерцания, а находящего следы босых детских ног. Восхождение Владимира Харченко в глубины зрения делает его мастером-геометром. Он изобретает геометрию вместо того, чтобы изменять тот мир, который она описывает".
Участник  около 70 выставок в различных странах мира:  Германия, Голландия, Бельгия, Словакия, Польша, Латвия и других.

### Литературное творчество
Автор книги «Человек идет по крыше». Стихи входят в антологию поэзии «Киев. Русская поэзия. XX век». Автор слов и музыки ряда песен, бард. Песни, стихи и проза публиковались в журналах России, Украины, Беларуси, Германии. Песни на его стихи и непосредственно стихи неоднократно транслировались по украинскому радио.
"Как-то так исторически сложилось, что я занимался и занимаюсь различными направлениями искусства одновременно. Это и фотография, и метаграфия, и компьютерная музыка, и литература, и вирту-арт, и многое другое. Причем это не есть метание, неудовлетворенность – наоборот, это возможность сказать больше. То, что не позволяют стихи, разрешает музыка. А их объединение дополняет графика. Это как бы разные измерения, дающие в сумме объемную картину."

### Прочее творчество
В 1991 году Владимир Харченко создал компьютерную игру «Коммерсантъ», явившейся основой для ряда онлайн-игр.
В качестве композитора Владимир Харченко принял участие в  создании музыки к двум документальным фильмам. В 1991 году выпустил первый в мире сетевой концерт «Хомо Советикус».

## Признание
В 2010 году стихи Владимира Харченко вошли в шорт-лист литературной премии Н. Ушакова. Награждён дипломом международного триеннале Evrografik 2003 за работу «Кармен».

## Публикации
- Соты, Том 1 1998, проза, графика.
- Крещатик, № 2 1998, проза, стихи.
- ePhoto, июнь 2001, стр. 37-41. Портфолио Харченко — «Метаграфия. Портфолио».
- Цифровое фото, сентябрь 2005, стр. 92-109. Портфолио
- Доберман, сентябрь 2008, стр. 64-65. Проза «Искусство сна».
- Человек идет по крыше, 2009. Издательство Факт. Украина, Киев.
- Радуга, №5-6 2013, стихи.